# Biscutella gredensis
Biscutella gredensis är en korsblommig växtart som beskrevs av Emilio Guinea. Biscutella gredensis ingår i släktet Biscutella och familjen korsblommiga växter. Inga underarter finns listade i Catalogue of Life.